# Station Maastricht
Station Maastricht is het centrale spoorwegstation in de Nederlandse stad Maastricht, gelegen aan de oostkant van de Maas, in de centrumbuurt Wyck. De stad heeft twee andere spoorwegstations: station Maastricht Randwyck en station Maastricht Noord.

## Geschiedenis stationsgebouwen
Aan het huidige Station Maastricht ging een viertal 'tijdelijke' stations vooraf, die alle een stuk noordelijker lagen dan het huidige station. Het eerste station van Wyck werd geopend op 23 oktober 1853, bij de ingebruikname van de spoorverbinding naar Aken, de eerste grensoverschrijdende lijn van Nederland (in 1992 gesloten). Het station van de Aken-Maastrichtsche Spoorweg-Maatschappij was een ontwerp van de civiel ingenieur Johan Arthur Kool, die tevens het nog bestaande station van Valkenburg bouwde, en enkele jaren later de in de Tweede Wereldoorlog verwoeste spoorbrug van Maastricht. Het stationsgebouw, dat ongeveer ter hoogte van de NS-onderhoudswerkplaatsen lag, moest drie jaar later alweer verplaatst worden voor de aanleg van de spoorlijn naar Hasselt (lijn 20, 1856). Hierna volgde nog een spoorverbinding met Luik (spoorlijn 40, 1861) en als laatste de staatslijn E naar Venlo en de rest van Nederland (1865). Dit resulteerde in twee extra stationsgebouwen op het emplacement in Wyck: dat van de Grand Central Belge en dat van het Staatsspoor.
De eerste stations lagen een eind buiten de stad, omdat Maastricht in 1853 nog een vestingstad was. De als tijdelijk bedoelde stationsgebouwen waren in chaletstijl gebouwd, opgetrokken in stijl- en regelwerk, zodat deze bij een eventuele belegering snel konden worden afgebroken. De verbindingsweg naar de stad slingerde tussen de buitenwerken van Wyck door naar de Sint-Maartenspoort. Aangezien de gemeentegrens gelijk was aan de buitenste rand van de vestingwerken, lagen de eerste stationsgebouwen niet op Maastrichts grondgebied, maar in de gemeente Meerssen. Dit bleef ook na de opheffing van de vesting lang het geval, want pas in 1907 werden de gemeentegrenzen aangepast en kwam het stationsemplacement in de gemeente Maastricht te liggen. Het oude stationsgebouw van het Staatspoor lag aan de buitenstadszijde van het spoor.
Pas in 1913 werd het huidige station gebouwd naar een ontwerp van George van Heukelom, Een presentatiemodel van gips uit 1911 is nog steeds te zien in het spoorwegmuseum. Het in rationele stijl ontworpen stationsgebouw is sterk geïnspireerd door de architectuur van Berlage. Het stationsgebouw opgetrokken uit  2 miljoen bakstenen met fraaie detailleringen in graniet was tevens het eerste station in Nederland met perronoverkappingen in gewapend beton. Het station was een combinatie van een kopstation en een station voor doorgaande treinen. De ingebruikname van dit voor die tijd zeer moderne station vond plaats op 17 oktober 1915. Het gebruik van het station is in de loop van de tijd zeer veranderd, zo zijn alle douanefuncties verdwenen evenals de drie wachtkamers en de aparte wachtkamers voor arrestanten en zwakzinnigen.
Van 1915 tot 1964 bestond er een overdekte voetgangersbrug over het spoor. Deze was gelegen aan de zuidzijde van het station, iets ten noorden van de spoorwegovergang Scharnerweg. De loopbrug werd in Maastricht altijd met de Franse benaming passerelle aangeduid. De passerelle werd afgebroken na het gereedkomen van de Scharnertunnel, waar ook een voetgangerstunnel deel van uit maakte. In 1983 werd het tweede eilandperron aangelegd en werd een nieuwe passerelle gebouwd tussen het stationsgebouw en de Meerssenerweg, ongeveer ter hoogte van de Villa Wyckerveld, circa 150 m ten noorden van de oude locatie. Station Maastricht werd in oktober 1996 aangewezen als rijksmonument. Omstreeks 2010 kwam de huidige, groenglazen entree aan de Meerssenerweg tot stand.
Van 2018 tot 2021 werd het stationsgebouw voor 8 miljoen euro gerenoveerd. In de opgeknapte (voormalige) visitatiehal komt een grand-café en voor het zuidelijk deel van het stationscomplex wordt een hotelexploitant gezocht. In 2018 is tevens een grote fietsparkeerkelder onder het Stationsplein opgeleverd. Ook zijn er plannen voor de herinrichting van het stenige zuidelijk deel van het plein, dat een parkachtig karakter zal krijgen.
Na de oplevering van het gerestaureerde gebouw beleefde station Maastricht op woensdag 3 november 2021 zijn officiële opening, 106 jaar na de ingebruikname. Het station werd op 17 oktober 1915 opengesteld voor publiek, maar niet officieel geopend vanwege de Eerste Wereldoorlog.

## Verbindingen

### Nederland
Vanuit Maastricht is er een verbinding in noordelijke richting naar onder meer Roermond, Eindhoven, Utrecht, Amsterdam, Alkmaar, Enkhuizen en in de spitsuren naar Den Helder. In zuidelijke richting is er een verbinding met Maastricht Randwyck. In oostelijke richting is er een verbinding naar Heerlen en Kerkrade. Deze laatste verbinding werd van 10 december 2006 tot 2015 geëxploiteerd door Veolia en vanaf 2016 worden deze treinen gereden door Arriva.
De intercityverbindingen worden door NS verzorgd, de regionale stoptreinen in Limburg worden gereden door Arriva. Met ingang van 16 december 2022 is er eenmaal per week (in de nacht van zaterdag op zondag) een rechtstreekse nachttreinverbinding met Schiphol, eveneens verzorgd door Arriva.

### België
Maastricht is verbonden met Luik-Guillemins via een L-trein (stoptrein). In het verleden was er ook een verbinding naar Lanaken en Hasselt (Spoorlijn 20). Het tracé Maastricht-Lanaken was tussen 2011 en 2016 weer in gebruik voor het goederenvervoer, maar bleek geen succes. De plannen voor een sneltram Hasselt - Maastricht, die eveneens van deze spoorweg gebruik zou gaan maken, zijn na achttien jaar voorbereiding in 2022 definitief afgelast.
Tussen 2008 en 2011 was er een intercityverbinding tussen Maastricht en Brussel-Zuid via Luik. Reizigers konden vanaf 2008 op station Maastricht kaartjes kopen naar alle Belgische bestemmingen, zonder toeslagen voor internationale treinen.
Eind 2014 werden zowel Maastricht Randwyck als Eijsden gepromoveerd tot "intercitystations". De stoptrein van en naar Luik-Guillemins werd vanaf dat moment een "intercity", die doordeweeks doorreed naar Hasselt via Diepenbeek. Hoewel de naam anders suggereert, stopt de trein op alle tussengelegen stations zoals voorheen. De treinreis Maastricht-Hasselt duurt ruim anderhalf uur, een half uur langer dan de busreis met De Lijn.
Per 30 juni 2024 rijdt de Drielandentrein van Arriva (in Duitsland: Regional-Express 18), die sinds begin 2019 tussen Aken en Maastricht rijdt, door naar Luik.

## Treinverbindingen
De volgende treinseries halteren in de dienstregeling 2025 te Maastricht:
| Serie            | Treinsoort                                             | Route | Bijzonderheden |
| ---------------- | ------------------------------------------------------ | --- | --- |
| 2700             | Intercity (NS)                                         | Maastricht – Sittard – Roermond – Weert – Eindhoven Centraal – 's-Hertogenbosch – Utrecht Centraal – Amsterdam Centraal – Alkmaar – (Den Helder) | Rijdt van maandag t/m donderdag tot 20:00 uur tussen Alkmaar en Maastricht. Rijdt op vrijdag en in het weekend enkel tussen Alkmaar en Amsterdam Centraal. Tijdens de spits rijden 2 ritten in spitsrichting door van/naar Den Helder. Rijdt niet 's avonds na 20:00. Wordt na 20:00 uur, op vrijdag en in het weekend tussen Amsterdam Centraal en Maastricht vervangen door intercity 2900. |
| 2900             | Intercity (NS)                                         | Enkhuizen – Hoorn – Amsterdam Centraal – Utrecht Centraal – 's-Hertogenbosch – Eindhoven Centraal – Weert – Roermond – Sittard – Maastricht      | Rijdt van maandag t/m donderdag in de vroege ochtend en in de avonduren en rijdt van vrijdag t/m zondag de hele dag en vervangt dan Intercity 3900 tussen Enkhuizen en Amsterdam Centraal en intercity 2700 tussen Amsterdam Centraal en Maastricht. |
| 18900 RE 18 S 43 | Sneltrein / Regional-Express / S-trein (Arriva / NMBS) | (Luik-Guillemins – ) Maastricht – Heerlen – Landgraaf – Herzogenrath – Aachen Hbf                                                                | Drielandentrein (LIMAX). Tussen Luik-Guillemins en Maastricht wordt 1x/uur gereden. Tussen Maastricht en Aachen wordt 2x/uur gereden. |
| 32000 RS 18      | Stoptrein (Arriva)                                     | Maastricht Randwyck – Maastricht – Heerlen – Landgraaf – Eygelshoven – Chevremont – Kerkrade Centrum                                             | |
| 32400 RS 12      | Stoptrein (Arriva)                                     | Maastricht Randwyck – Maastricht – Sittard – Roermond                                                                                            | |
| Nachttrein 32710 | Nachttrein (Arriva)                                    | Maastricht – Eindhoven Centraal – 's-Hertogenbosch – Utrecht Centraal – Amsterdam Centraal – Schiphol Airport                                    | Rijdt alleen in de nacht van vrijdag op zaterdag. |

Na middernacht rijdt de laatste trein uit de serie RS12 (richting Roermond) niet verder dan Sittard. De laatste twee treinen uit de serie RS18 (richting Kerkrade Centrum) rijden tegelijkertijd niet verder dan Heerlen.

## Voor- en natransport

### Tram
Van 1896 tot 1914 had Maastricht een stadstram: de Maastrichtsche Tram. Deze legde een traject van circa 2 km af tussen het toenmalige Station Staatsspoor en de Boschstraat/Maagdendries. Het betrof aanvankelijk een gastram, vanaf 1903 een paardentram. Van 1929 tot 1938 was er vanaf het Stationsplein een tramverbinding met Gulpen en Vaals via de tramlijn Maastricht - Vaals. Opstappen op de stoomtram kon vanaf 1925 al vanaf de halte Heerderweg.

### Bus
Aan de noordwestzijde van het station bevindt zich het busstation voor de stads- en streekbussen. Dit bestaat uit twee eilandperrons: een voor het stadsvervoer (zuidelijk deel) en een voor het streek- en internationale vervoer van Arriva, De Lijn en TEC (noordelijk deel). De perronoverkapping is ontworpen door Bert van Bunningen en kwam in 1985 tot stand. Na de aanleg van de fietsparkeergarage (zie hieronder) is de overkapping niet teruggeplaatst.
De bussen voor de lange afstand hebben een eigen station aan de noordoostzijde van het treinstation, aan de Meerssenerweg. Het busstation werd in 2019-2020 vernieuwd. Hiervandaan rijden FlixBussen naar twintig directe en tachtig indirecte bestemmingen in Europa.

### Fiets
Onder het Stationsplein bevindt zich sinds 2018 een grote, bewaakte fietsparkeerkelder met fietsenverhuur. Daarnaast is er een onbewaakte fietsenstalling aan de 'achterzijde' van het station, aan de zijde van de Meerssenerweg. De voormalige fietsenstalling aan de zuidzijde van het stationsgebouw (naast de fietsenmaker en -verhuur) is in 2020 heringericht tot scooterstalling.

### Parkeren
Er bevinden zich twee parkeerterreinen voor reizigers nabij het station. Aan de noordoostzijde (Meerssenerweg) bevindt zich een terrein bestemd voor abonnementhouders, en aan de noordwestzijde (Parallelweg) bevindt zich een terrein voor dagparkeerders.

### Taxi
De taxistandplaats bevindt zich sinds de herinrichting van het voorplein van het station, aan de zuidzijde van het Stationsplein.

## Afbeeldingen

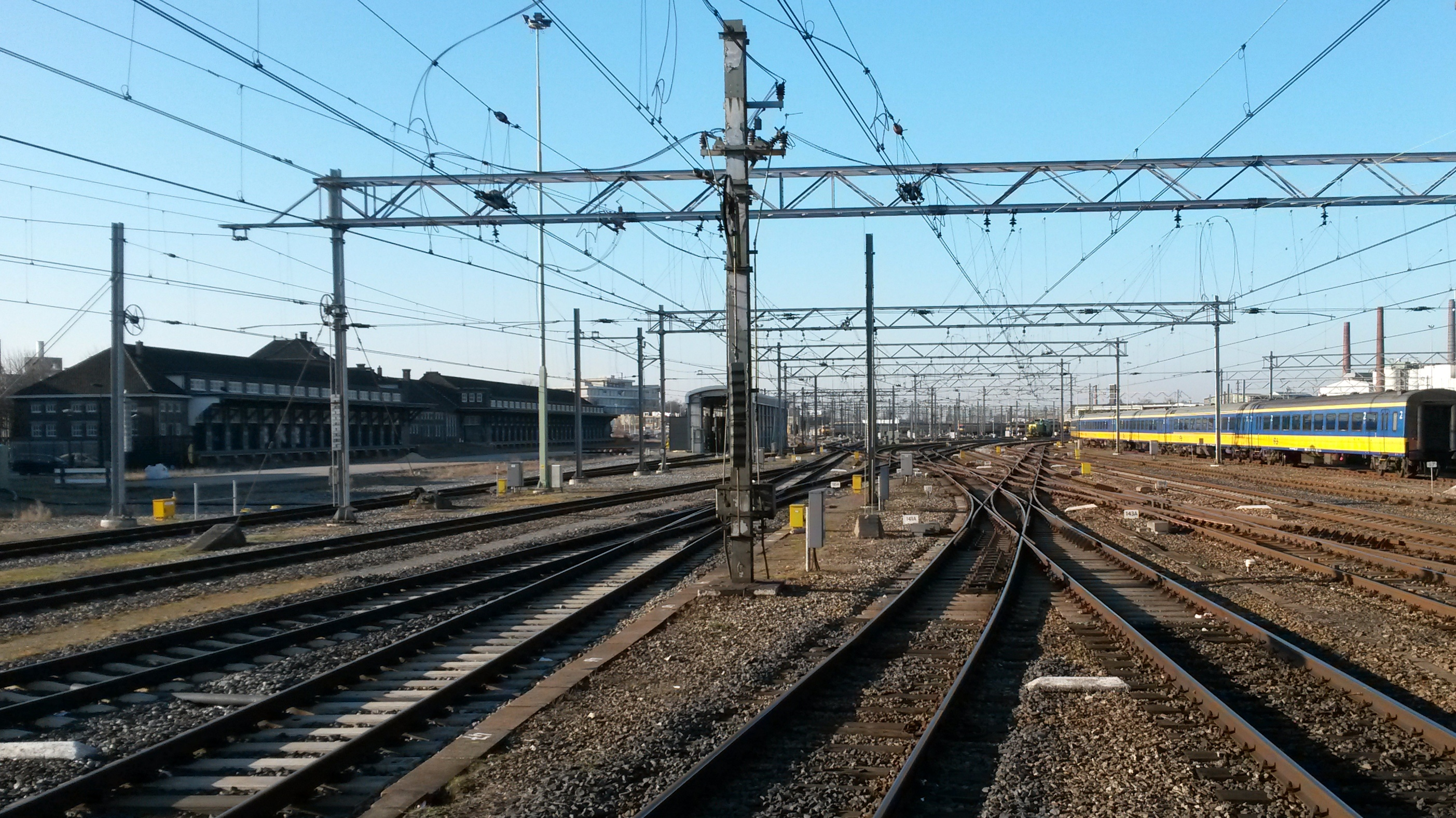
De sporen
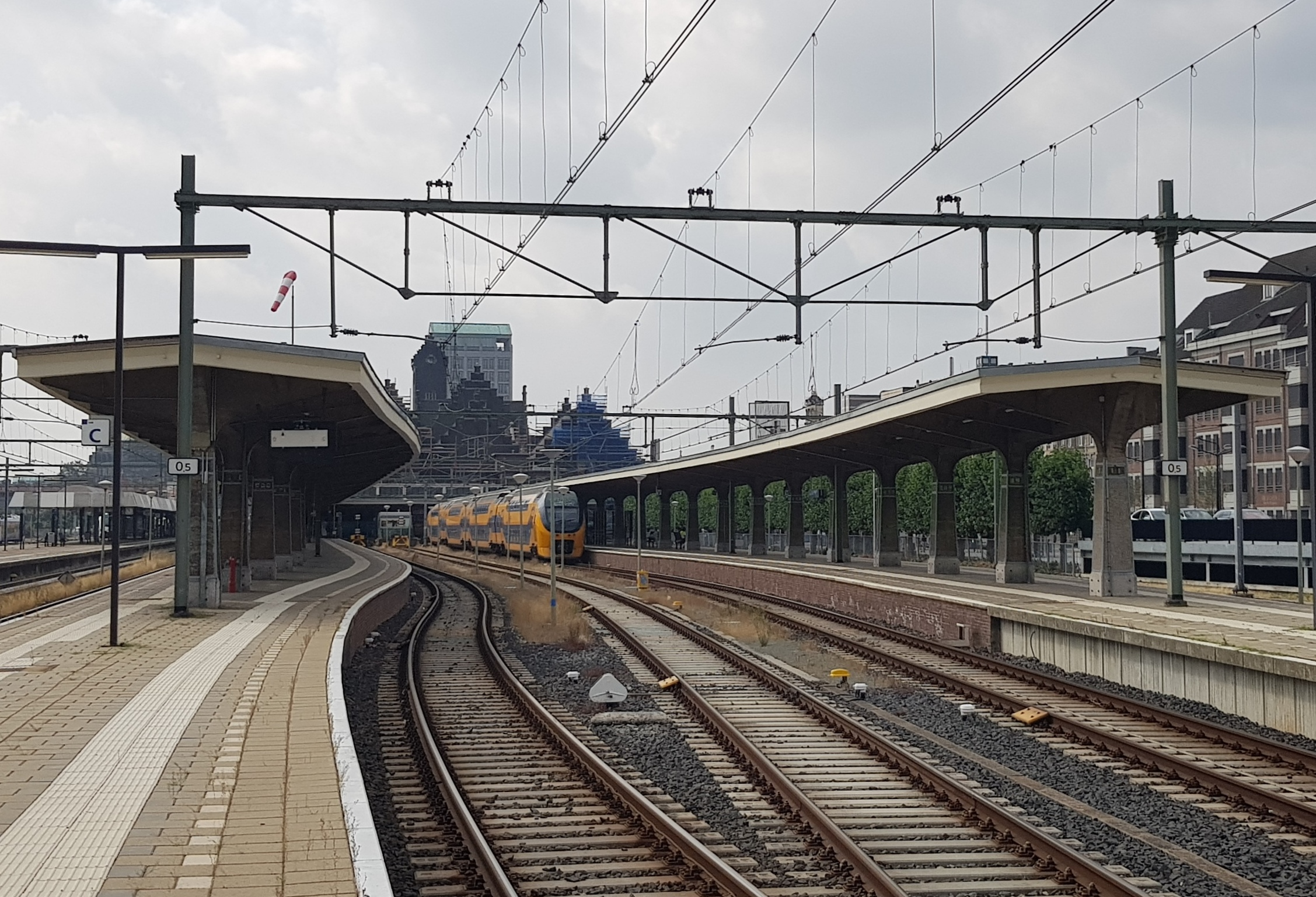
Perrons
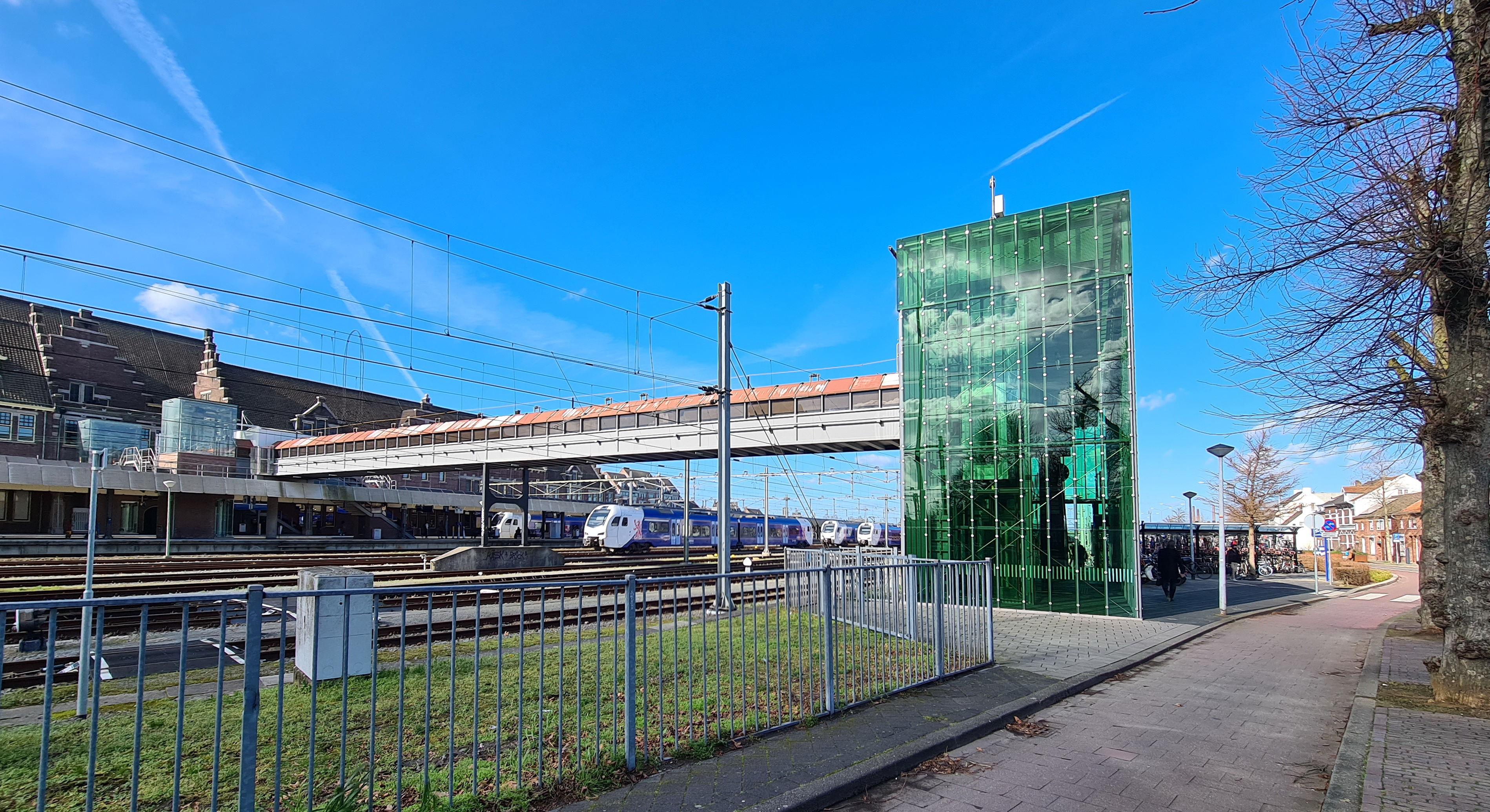
Loopbrug van/naar de achteringang
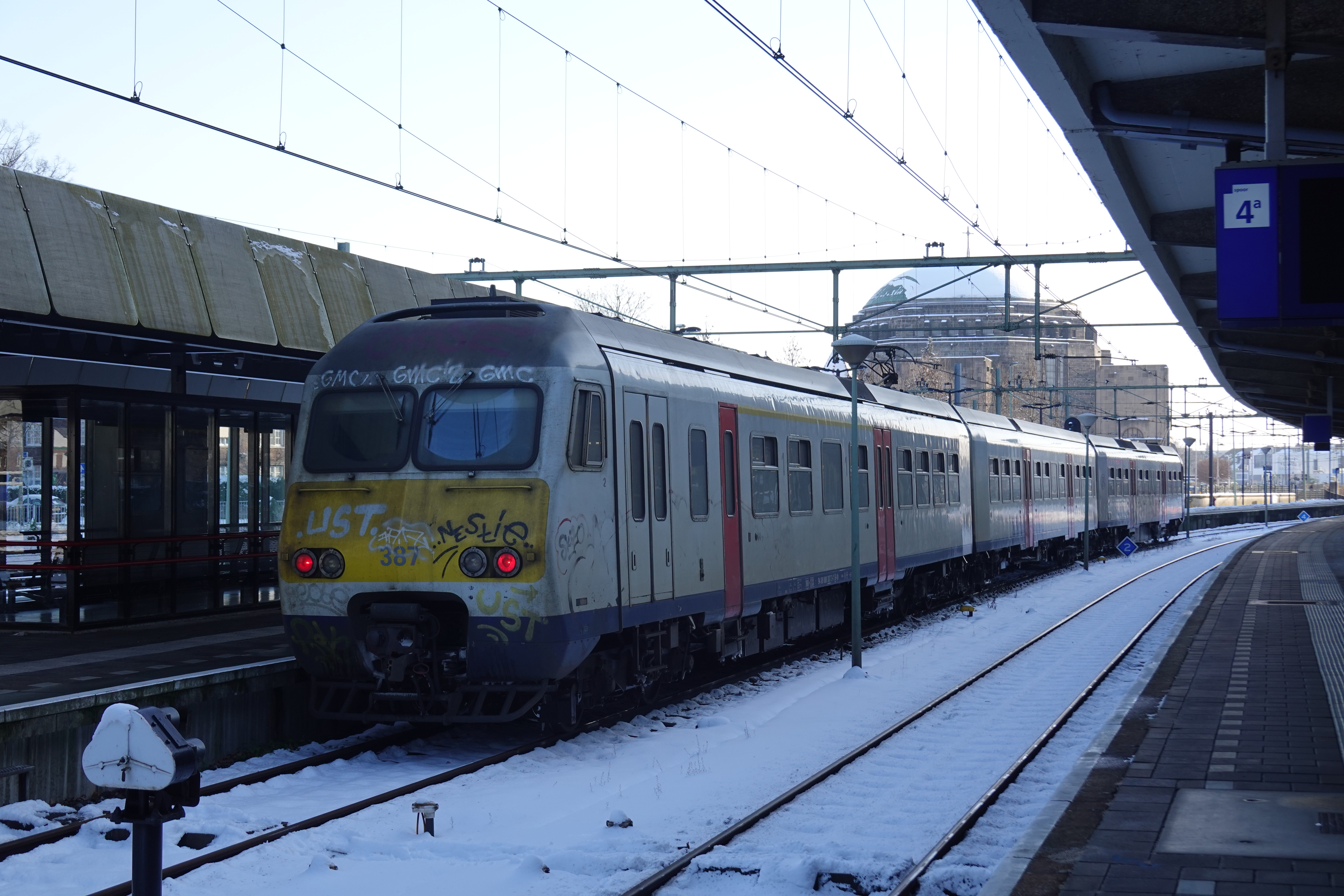
Belgische trein op het station
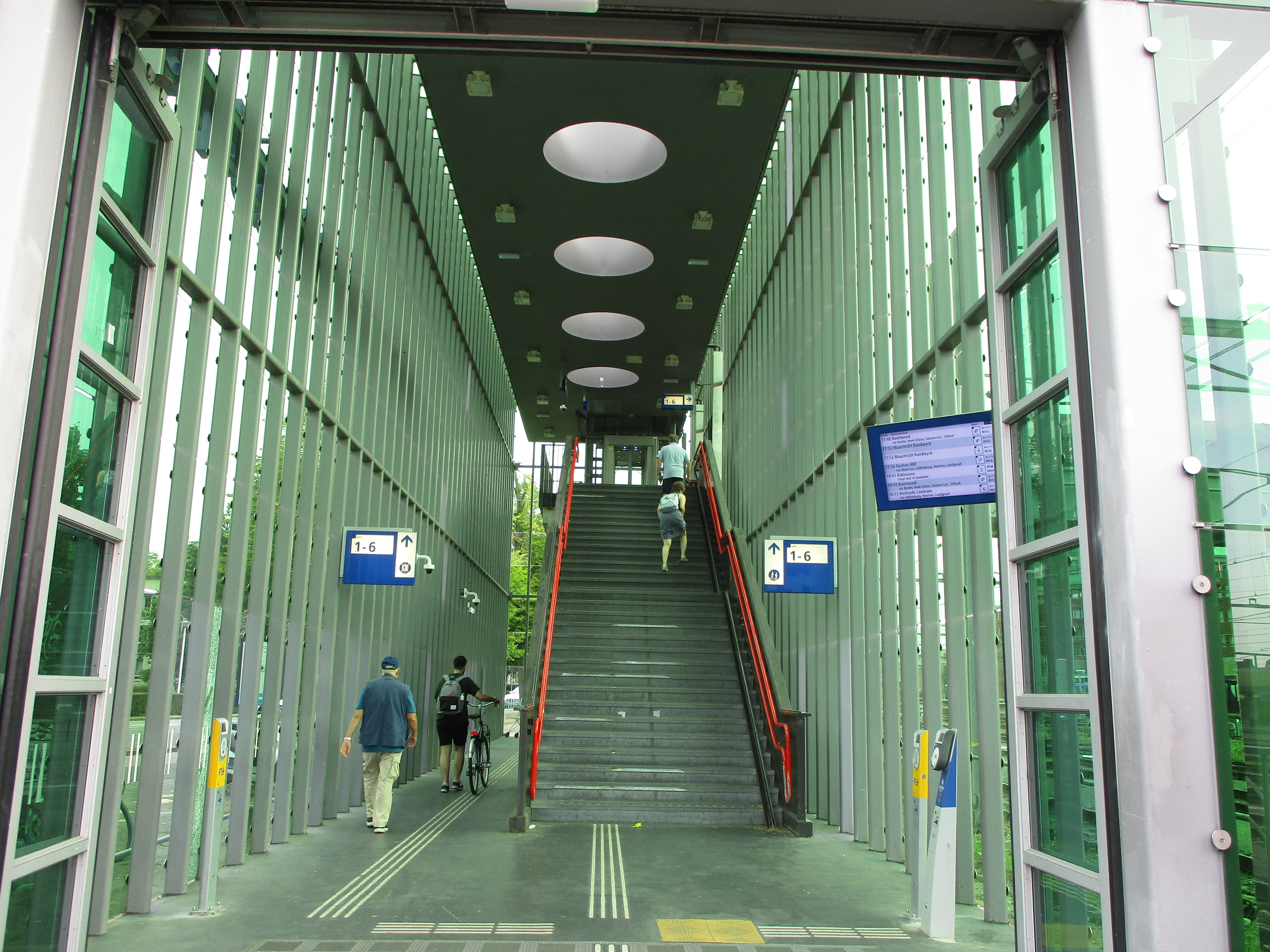
Achteringang

## Ontwikkeling aantal reizigers
Het aantal door NS vervoerde reizigers (per gemiddelde werkdag) ontwikkelde zich sedert 2019 als volgt:
| Jaar | Aantal reizigers |
| ---- | ---------------- |
| 2019 | 11.443           |
| 2020 | 5.409            |
| 2021 | 6.358            |
| 2022 | 9.712            |
| 2023 | 10.719           |
| 2024 | 9.791            |

Aachen Hbf ·
Aachen West (Templerbend) ·
Richterich ·
Vetschau ·
9: Bocholtz ·
13: Simpelveld ·
Over-Eijs ·
16: Eys-Wittem ·
19: Wijlre-Gulpen ·
22: Schin op Geul ·
Oud Valkenburg ·
25: Valkenburg ·
28: Houthem-Sint Gerlach ·
Vroenhof ·
31: Meerssen ·
Rothem ·
Vaeshartelt ·
Mariënwaard ·
34: Maastricht Noord ·
Limmel ·
37: Maastricht
2,1: Munsterbilzen ·
6,1: Eigenbilzen ·
8,3: Gellik ·
10,6: Lanaken ·
38,1: Maastricht Boschpoort ·
36,0: Maastricht
0,6: Luik-Vennes·
3,1: Luik-Cornillon ·
4,9: Bressoux ·
5,9: Jupille ·
8,0: Souverain-Wandre ·
8,8: Wandre ·
10,2: Château-de-Cheratte ·
10,9: Cheratte ·
12,0: Sarolay ·
13,0: Argenteau ·
13,4: Pont d'Argenteau · 
15,1: Sauvré ·
16,5: Pont-de-Visé ·
17,7: Wezet ·
Visé Haut ·
19,8: Eijsden ·
22,3: Maarland ·
24,1: Gronsveld ·
27,1: Heer ·
27,2: Maastricht Randwyck ·
28,8: Maastricht
Beek-Elsloo ·
Blerick · 
Bunde · 
Chevremont · 
Echt ·
Eijsden ·
Eygelshoven ·
-Markt · 
Geleen:
-Lutterade · 
-Oost · 
Heerlen ·
-Woonboulevard ·
Hoensbroek · 
Horst-Sevenum · 
Houthem-Sint Gerlach · 
Kerkrade Centrum ·
Klimmen-Ransdaal · 
Landgraaf · 
Maastricht ·
-Noord · 
-Randwyck · 
Meerssen ·
Mook-Molenhoek ·
Nuth · 
Reuver · 
Roermond ·
Schin op Geul · 
Schinnen · 
Sittard · 
Spaubeek · 
Susteren · 
Swalmen · 
Tegelen · 
Valkenburg · 
Venlo · 
Venray ·
Voerendaal · 
Weert
Voormalige stations: zie de lijst van voormalige spoorwegstations in Limburg (Nederland)